# Лазарович, Ефрем
Е́фрем Лаза́рович (серб. Јефрем Лазаровић) — сербский писатель, учитель в Карловце.
Его сочинения: стихотворение «Глас порфуроносца» по псалму XIV (Венеция, 1810), «Содружество древних богов», «Разрушение Трои и Похвала Сократу» (Вен., 1810), «Собрание моральных вещей» — рассуждения и нравоучения древних философов (Буд., 1809), «Морална философиа», составленная по древним философам (Буд., 1807).